# Lucilia infernalis
Lucilia infernalis är en tvåvingeart som först beskrevs av Villeneuve 1914.  Lucilia infernalis ingår i släktet Lucilia och familjen spyflugor. Inga underarter finns listade i Catalogue of Life.